# Camille Pissarro

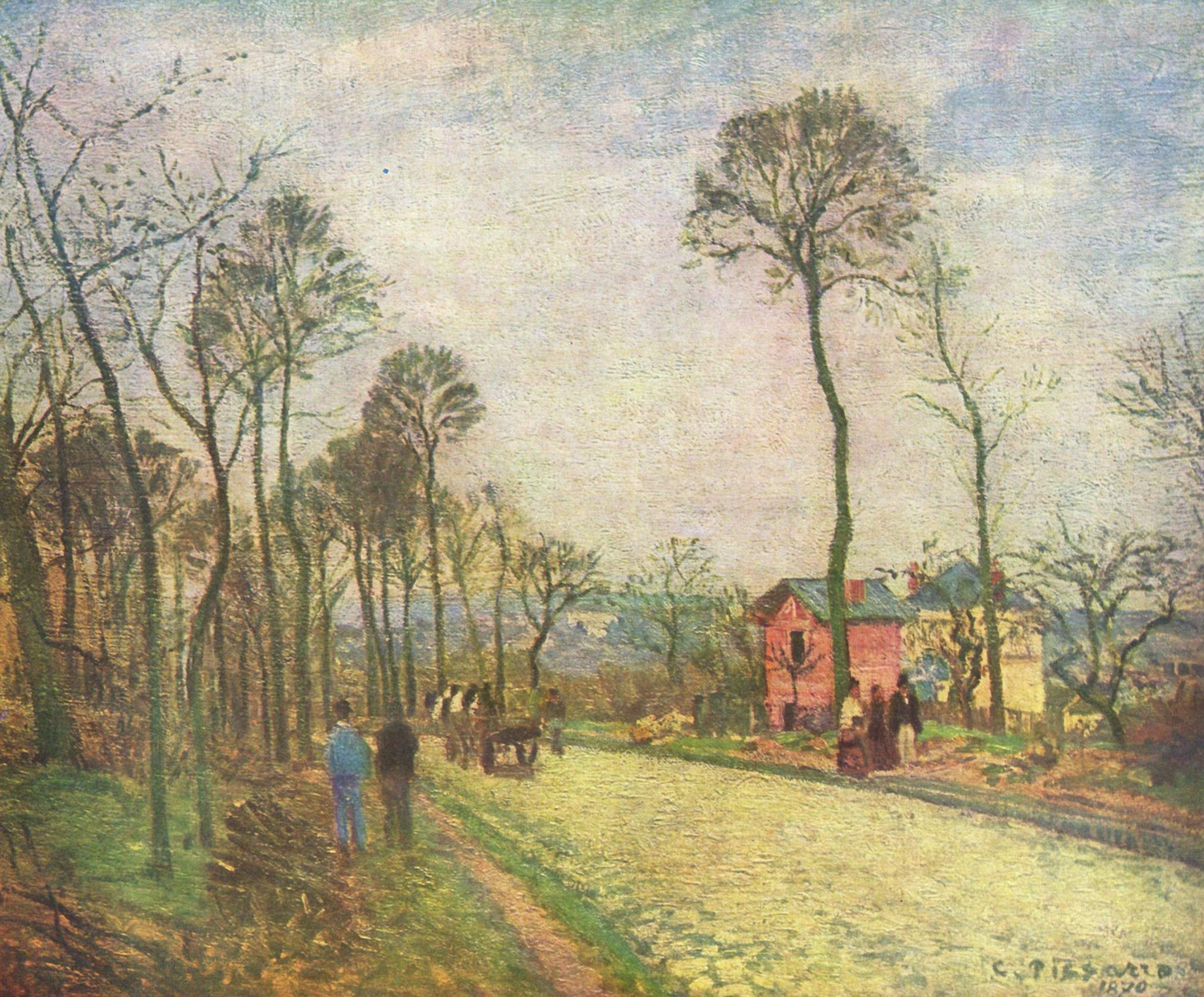
Camille Pissarro - "Bygata" (1870). Musée d'Orsay, Paris.

Camille Pissarro, född 10 juli 1830 i Charlotte Amalie på Saint Thomas i Danska Västindien, död 12 november 1903 i Paris, var en fransk målare inom impressionismen.
Pissarro föddes på Saint Thomas dit hans far, en förmögen holländsk-judisk affärsman av spansk härkomst, hade flyttat. Redan som tolvåring kom han till Paris för att studera. När han återvände till Saint Thomas var meningen att han skulle arbeta i familjeföretaget. Men under inflytande av den danska konstnären Anton Melbye beslöt han att satsa på konsten. Han följde med Melbye till Venezuela och 1855 flyttade han till Paris.

## Läroår
Pissarro studerade för Camille Corot 1859 vid Académie Suisse i Paris, där han lärde känna Édouard Manet, Claude Monet och förmodligen även Gustave Courbet och Paul Cézanne. Corot rådde honom att måla små skisser direkt efter naturen och att framför allt studera ljuset och färgtonernas valörer. Tidiga landskapsmålningar från Paris omgivningar som Märgelgraven i Chennevières (1864-1865) uppskattades mycket av Émile Zola, Jules-Antoine Castagnary och andra kritiker men nonchalerades av publiken. Pissarro förtjänade vid den här tiden sitt uppehälle genom att dekorera rullgardiner och solfjädrar. Han flyttade 1866 till Pontoise och 1869 till Louveciennes, båda orterna belägna nordväst om Paris. 

## Etablerad konstnär
Från slutet av 1860-talet hörde Pissarro till de ledande impressionisterna; han ensam ställde ut på alla de åtta utställningarna (1874–1886) som han till större delen även organiserat. För att undkomma fransk-tyska kriget bodde han 1870–1871 i London, där han beundrade John Constable, William Turner och det nederländska måleriet. I England gifte han sig med Julie Vellay som var mor till hans barn. Där mötte han även konsthandlaren Paul Durand-Ruel som senare kom att bli en viktig del i hans framgång.
Efter kriget flyttade familjen 1872 tillbaka till Pontoise där han var bosatt fram till 1884 då han flyttade till Éragny-sur-Epte. Som lärare för bland andra Cézanne och Paul Gauguin utövade han ett stort inflytande, men var samtidigt själv öppen för förändringar i sin egen målargärning. Under 1880-talet, då han inte längre var nöjd med sitt eget sätt att måla, tog han upp Georges Seurats divisionistiska teknik, och sviten målningar med enstaka motiv sedda i olika ljusförhållanden hade direkt inspirerats av Monet. Efter att tidigare främst målat landskap övergick han på 1890-talet huvudsakligen till stadsbilder med motiv bland annat från Paris och Rouen, vilka skaffade honom stor berömmelse.
Pissarros målningar skiljer sig på två viktiga punkter från de andra impressionisternas. För det första är de mer omsorgsfullt komponerade, i synnerhet de från Pontoise som Côte du Jallais (1867), med en hög horisontlinje. Det var sådana målningar som influerade Cézanne, som i intervaller arbetade tillsammans med Pissarro i Pontoise (1872–1877). För det andra var hans landskap, samtidigt som de utgjorde direkta observationer av vissa ljusförhållanden, alltid befolkade.
Pissaro är representerad på flera större konstmuseer i Europa och Nordamerika, bland annat på Louvren. I Sverige finns målningar av honom på Nationalmuseum och Göteborgs konstmuseum.